# Carl Wigand Maximilian Jacobi
Carl Wigand Maximilian Jacobi (Düsseldorf, 10 aprile 1775 – Siegburg, 18 maggio 1858) è stato uno psichiatra tedesco, figlio di Friedrich Heinrich Jacobi.
Giovane studente a Jena, Gottinga, Edimburgo ed Erfurt, fu sostenitore di una riorganizzazione dei ricoveri per malati mentali con Vincenzo Chiarugi e Philippe Pinel.